# 김용운 (바이애슬론 선수)
김용운(1969년 3월 17일~)은 대한민국의 바이애슬론 선수로, 1988년 동계 올림픽에 참가했다.